# Бучерца
Бучерца (словен. Bučerca) — поселення в общині Кршко, Споднєпосавський регіон, Словенія. Висота над рівнем моря: 335,5 м.